# 寻找手艺
《寻找手艺》是一部中国大陆纪录片，由张景导演，北京禾几兄弟文化传播有限公司出品。為了希望將手藝人作为影像保留下来，讓更多後代能夠看到，紀錄片的理念油然而生。
该纪录片寻找并拍摄了中国的199名手艺人和他们的手艺、故事。该纪录片拍摄技术粗糙，使用行走式第二人称进行叙述，先后被13家电视台拒绝播出。2017年4月19日，张景将其发布在哔哩哔哩弹幕视频网上，获得网友和媒体的正面评价。2018年，该片在中央电视台科教频道播出。

## 拍摄理念
据张景自己说，他路过中国不同地域，见识了丰富的地域性生存、生活技巧。他认为，“有些智慧至少可以作为影像保留下来，毕竟这些智慧让中国得以延续数千年”，“有必要让孩子们知道，中国，远远不止你身边经常看到的那些。《寻找手艺》，由此而来。”
张景在中央电视台工作一段时间后选择创业，在他为讨债而疲于奔命时，他意识到“这不是自己想要的生活”。张景从小就崇拜手艺人，用镜头记录他们一直是张景的梦想。于是他决定实现梦想，拍一部让自己骄傲的纪录片。

## 剧情
《寻找手艺》正片共有五集，采用行走式第二人称记叙，共记录了199位位于偏远农村、不为人知的手艺人，以及他们的手艺和故事。该纪录片和其他纪录片最大的不同，除了采用行走式第二人称的记叙方式以外，没有特效和悬念；采用“故事化”叙述，叙述平淡；且有拍摄组的个人情感和故事融合在里面，甚至有穿帮等技术问题。
| 集数  | 集名         | 时长  |
| ----- | ------------ | ----- |
| 第1集 | 从北京到新疆 | 37:44 |
| 第2集 | 从新疆到西藏 | 42:10 |
| 第3集 | 从西藏到云南 | 41:32 |
| 第4集 | 从贵州到湖南 | 42:56 |
| 第5集 | 往南，再往北 | 44:04 |

## 制作过程

### 前期筹备
张景是专业导演，曾在中央电视台任职，后创立了自己的传媒公司。为了拍摄《寻找手艺》，而卖掉了自己在北京的房子得到40万，又四处借到了70万拍摄经费，合计110万。拍摄团队共有四人：导演张景、摄像师蒋颖松、司机何思庚，以及负责联系、问路的喻攀。
张景购买了两台二手摄像机、两支二手镜头、一台二手录音机、一辆二手车，作为拍摄的全部仪器。张景还从《国家地理》杂志中收集了一万多个计划的拍摄点，最后筛选确定了400多个计划的拍摄点。实际上，很多拍摄点因为各种原因而作废，这使得很多画面都是随机拍摄的。例如河北省曲阳县的手工艺已经工业化，失去了拍摄价值。

### 拍摄过程
2014年5月8日凌晨5点30分，四人团队出发。摄像师小蒋因鼻炎治疗中途退出拍摄，没有电视制作经验的司机何思庚不得不兼任摄像师，喻攀担任录音师。
他们的拍摄模式是：
|  | 到了一个拍摄点，如果我不感兴趣，我就会问喻攀和何思庚，他们是否感兴趣，如果他们其中一个感兴趣，那我们另外两个人就为他服务，帮他记录他感兴趣的东西，如果我们三个人都不感兴趣，那我们就撤。 |

第126天，他们到达山东省高密市，结束了拍摄。摄制组在126天里，到达了中国的23个省份，拜访了199位手艺人，记录下了144项传统手艺。

### 后期制作
拍摄4个月后，影片进入后期制作过程。后期制作长达两年，解说稿改动近50遍，后期配音10多遍。另外，本片的主题曲等音乐原声由小河、钟立风创作。全剧的片头曲为《黑鸟，你在哪里》；第一集的片尾曲是片中所介绍的“弹布尔”和“库姆孜”所弹奏的乐曲，由当地人即兴演奏；第2集的片尾曲为《心经》，该集中提及了佛家手艺；后面三集使用片尾曲《森林里的一棵树》。

### 发行
该片原定于在电视台播出，但先后被13家电视台拒绝。之后，《寻找手艺》在北京市朝阳门社区文化生活馆首映。到场的观众中有一位哔哩哔哩弹幕视频网的工作人员，他联系到张景，希望他将视频上传B站，并免费为其在纪录片页面做出推荐。2017年4月19日，《寻找手艺》在哔哩哔哩上发布。截至2018年11月，该片已获得150万的播放量，并有10.4万条弹幕。2018年，该片终于在中央电视台科教频道播出。

## 反响

### 评价

#### 正面评价
张景的一位同学发动2000多名青少年观看这部纪录片，并做了调查问卷，他们大多数都认为《寻找手艺》“很好看、很温暖”。网友和媒体也都给予了《寻找手艺》正面的评价。截止2018年10月，该片在哔哩哔哩弹幕视频网得到9.9的高分，在豆瓣电影则得到了8.8分。
著名电影公众号“Sir电影”是在《寻找手艺》未走红前，首先帮助宣传该剧的公众号之一。它评价道：“听惯了字正腔圆的央视风，这片子里接地气的‘人话’，显得出奇地可爱。”《光明日报》发表文章评价说，该片的大多数笨功夫都下在了转战各地、四处寻访上，影片体现出的“笨拙感”，“显示出了纯朴与诚意，契合了观众对于真实的深层次需求”。《寻找手艺》的走红也引发了人们对影视行业乱象的反思。镇江文明网在发表的文章中赞扬《寻找手艺》将精力都投入到拍摄内容本身，用平淡而朴实的方式呈现了导演所关注的社会话题。并称当下的“影视行业俨然已经成了资本的竞技场”。

#### 负面评价
这部片子先后被13家电视台拒绝。他们认为这部纪录片画面不够精美，构图不够严谨，收音话筒、工作人员随意出镜，认为张景应重新制作。扬州大学新闻与传媒学院的吴晨在对《寻找手艺》的叙事分析时，在表示给予《寻找手艺》正面评价的同时，也表示该片存在一些不足，如教科书式的解说令人乏味、对手艺的介绍过于欠缺等。

### 获奖情况
2018年10月18日到20日在中国浙江省杭州市举办的西湖国际纪录片大会上，《寻找手艺》入围“D20提名”评优单元。